# ВЕС Месиховина
ВЕС Месиховина (Mesihovina) — вітрова електростанція на заході Боснії і Герцеговини, у Федерації Боснії і Герцеговини. Перший введений в експлуатацію об'єкт цього типу в країні.
Майданчик для станції обрали в муніципалітеті Томиславград неподалік невеличкого селища Месиховина. Проект започаткували ще у 2000-х роках, проте лише в березні 2018-го він став до ладу. На майданчику ВЕС встановили 22 вітрові турбіни виробництва компанії Siemens типу SWT-2.3-108 з одиничною потужністю 2,3 МВт та діаметром ротора 108 метрів.
Проектний виробіток електроенергії на ВЕС Месиховина має становити 165 млн кВт-год. на рік.
Для видачі продукції станції призначена нова підстанція 20/110 кВ.
Інвестиції у проект, реалізований компанією Elektroprivreda Hrvatske zajednice Herceg Bosne (HZ HB), становили 82 млн євро, при цьому основну частину фінансування — 71 млн євро — забезпечив німецький банк KfW.